# Carbon County, Wyoming
Carbon County är ett administrativt område i delstaten Wyoming, USA, med 15 885 invånare. Den administrativa huvudorten (county seat) är Rawlins.

## Historia
Countyt bildades 16 december 1868 i det dåvarande Dakotaterritoriet, genom avdelning från Laramie County. Delar av området, söder om 42:a breddgraden, tillhörde Spanska imperiet innan det blev del av Republiken Texas territoriella anspråk mellan 1835 och 1845. 1845 blev Texas upptaget som delstat i USA och 1852 blev de norra delarna av Texas omvandlade till amerikanska territorier. Den 19 maj 1869 bildades Wyomingterritoriet, som Carbon County blev del av.
Den första transamerikanska järnvägen drogs genom området 1868, vilket kraftigt påskyndade etableringen av nya bosättningar i området. Järnvägsbolaget Union Pacific öppnade de första kolgruvorna i Carbon County 1868, och countyt döptes därför efter de rika kolfyndigheterna. Gränserna justerades 1875, då Johnson County avdelades, och 1888, då Natrona County avdelades. 1911 gjordes mindre justeringar av countyts gränser.

## Geografi
Enligt United States Census Bureau har countyt en total area på 20 627 km². 20 451 km² av den arean är land och 176 km² är vatten. 

### Angränsande countyn
- Sweetwater County, Wyoming - väst
- Fremont County, Wyoming - nordväst
- Natrona County, Wyoming- nord
- Converse County, Wyoming - nordöst
- Albany County, Wyoming - öst
- Jackson County, Colorado - sydöst
- Routt County, Colorado - syd
- Moffat County, Colorado - sydväst

### Naturreservat
Medicine Bow – Routt National Forest och Pathfinder National Wildlife Refuge ligger delvis i Carbon County.

## Kommunikationer
Den transkontinentala motorvägen Interstate 80 samt de federala landsvägarna U.S. Route 30 och 287 går genom countyt.

## Orter
Invånarantal vid 2010 års folkräkning anges inom parentes.

### Större städer
Orter med över 4 000 invånare och kommunalt självstyre:
- Rawlins (9 259)

### Småstäder
Orter med under 4 000 invånare och kommunalt självstyre:
| - Baggs (440) - Dixon (97) - Elk Mountain (191) | - Grand Encampment (450) - Hanna (841) - Medicine Bow (284) | - Riverside (52) - Saratoga (1 690) - Sinclair (433) |

### Census-designated places
Orter som saknar kommunalt självstyre och administreras av countyt.
- Arlington (25)
- Ryan Park (38)

### Andra bosättningar
- Carbon
- Savery
- Walcott